# Atoconeura
Atoconeura es un género de libélulas de la familia Libellulidae.
Estas libélulas tienen alrededor de 28 a 39 milímetros de longitud y son de color negro brillante con manchas amarillas. Son nativas de África, donde se encuentran generalmente en ríos de corriente rápida en hábitats boscosos a cierta altitud. La mayoría de las especies están limitadas a las tierras altas.
Las especies incluidas en el género son:
- Atoconeura aethiopica Kimmins, 1958
- Atoconeura biordinata Karsch, 1899
- Atoconeura eudoxia (Kirby, 1909)
- Atoconeura kenya Longfield, 1953
- Atoconeura luxata Dijkstra, 2006
- Atoconeura pseudeudoxia Longfield, 1953